# Vasil Alarupi
Vasil Alarupi, född 1908, död 1977, var en albansk författare och fascistisk anhängare. Under slutet av 1930-talet ledde han fascistiska gäng, de så kallade Lupi di Roma, i häftiga gatustrider mot motståndare till fascismen och italienskt inflytande i Albanien. Anklagad för mordplaner mot kung Zog I blev han 1938 fängslad av den albanska staten.